# Паппэ, Яков Шаявич
Яков Шаявич Паппэ (22 мая 1953, Москва — 27 августа 2017, Москва) — российский экономист и публицист, профессор Департамента теоретической экономики НИУ ВШЭ. Доктор экономических наук.

## Биография
С отличием окончил отделение экономической кибернетики экономического факультета МГУ в 1975 г. по специальности "экономист-математик". С 1975 по 1988 гг. работал в Институте мировой экономики и международных отношений АН СССР, впоследствии — главный научный сотрудник Института народнохозяйственного прогнозирования РАН.
В 1980 году получил учёную степень кандидата экономических наук, защитив диссертацию на тему «Анализ научно-технического прогресса в малоразмерных моделях экономического роста». В 2002 году стал доктором экономических наук, защитив диссертацию на тему «Российский крупный бизнес как экономический феномен 1992—2001 гг.: Институциональный аспект»).
Сфера научных интересов: институциональная экономика и развитие российского бизнеса, в особенности, крупного; феномен российской олигархии и истории становления крупнейших российских компаний, в частности, нефтегазовых; развитие экономики РФ в среднесрочной и долгосрочной перспективе, прогнозирование народнохозяйственной динамики.
Преподавал в МФТИ и ГУ-ВШЭ.
По мнению директора Института экономики и организации промышленного производства СО РАН Валерия Крюкова, авторитет как эксперт Паппэ заслужил во второй половине 80-х годов в работе в ИПН РАН СССР над томом «Экология» Комплексной программы научно-технического прогресса под руководством Владимира Лопухина. 
C 1993 по 1998 г. являлся  экспертом (на общественных началах) Комитета по экономической политике Госдумы.
Опубликовал развёрнутый историко-экономический очерк «Олигархи: экономические хроники, 1992—2000» (2000). Затем развил это направление своих исследований во второй книге «Российский крупный бизнес: первые 15 лет. Экономические хроники 1993—2008 гг.» (2008) — в соавторстве с Галухиной Я.С..
Автор более 100 научно-публицистических статей и 3 монографий. 
Был одним из редакторов журналов «Менеджмент и Бизнес-Администрирование» и «Журнал Новой экономической ассоциации».
Перевёл ряд трудов по экономической статистике с английского и немецкого языков.
Умер 27 августа 2017 года в Москве после продолжительной болезни.

## Труды
- «Олигархи». Экономическая хроника 1992-2000. — М.: Издательский дом ГУ-ВШЭ, 2000. — 232 с. — ISBN 5-7598-0082-5
- Паппэ Я. Ш., Галухина Я. С. Российский крупный бизнес: первые 15 лет. Экономические хроники 1993–2008 гг. — М.: Издательский дом ГУ-ВШЭ, 2009. — 423 с. — ISBN 978-5-7598-0623-3